# Canadian Open 2009

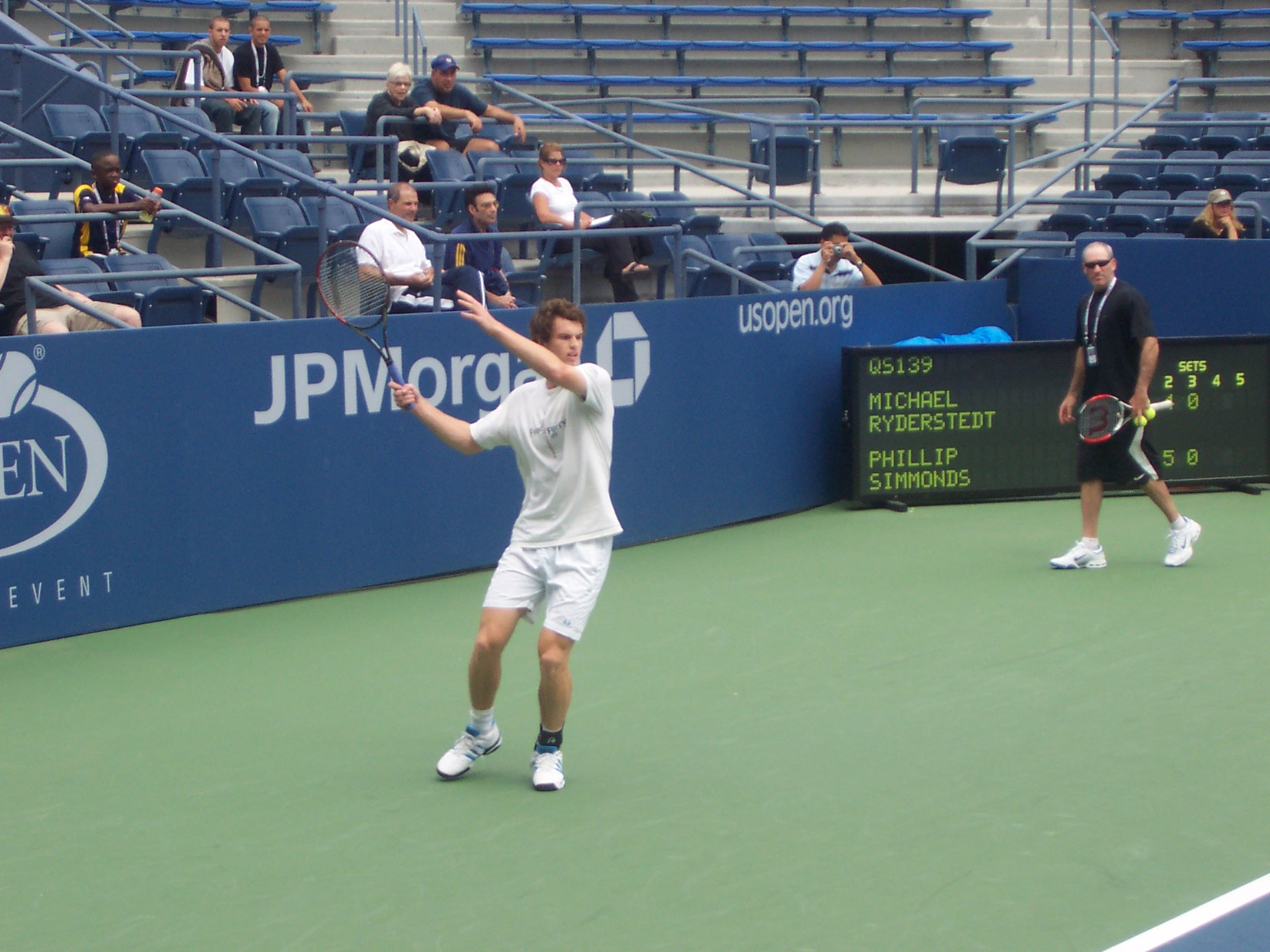
Il vincitore Andy Murray

Il Canadian Open 2009, conosciuto anche come Rogers Masters presented by National Bank 2009 o più semplicemente Rogers Cup 2009 per motivi di sponsorizzazione, è stato un torneo di tennis giocato sul cemento. 
È stata la 119ª edizione del Canada Masters, facente parte della categoria ATP World Tour Masters 1000 nell'ambito dell'ATP World Tour 2009, e della categoria Premier 5 nell'ambito del WTA Tour 2009. Il torneo maschile si è giocato all'Uniprix Stadium di Montréal in Canada, dall'8 al 16 agosto 2009, quello femminile al Rexall Centre di Toronto in Canada, dal 15 al 29 agosto 2009. Entrambi gli eventi sono stati il 4° appuntamento delle US Open Series 2009.

## Partecipanti ATP

### Teste di serie
| Nazionalità | Giocatore             | Ranking* | Testa di serie |
| ----------- | --------------------- | -------- | -------------- |
| Svizzera    | Roger Federer         | 1        | 1              |
| Spagna      | Rafael Nadal          | 2        | 2              |
| Regno Unito | Andy Murray           | 3        | 3              |
| Serbia      | Novak Đoković         | 4        | 4              |
| Stati Uniti | Andy Roddick          | 5        | 5              |
| Argentina   | Juan Martín del Potro | 6        | 6              |
| Francia     | Jo-Wilfried Tsonga    | 7        | 7              |
| Russia      | Nikolaj Davydenko     | 8        | 8              |
| Francia     | Gilles Simon          | 9        | 9              |
| Spagna      | Fernando Verdasco     | 10       | 10             |
| Cile        | Fernando González     | 11       | 11             |
| Svezia      | Robin Söderling       | 12       | 12             |
| Francia     | Gaël Monfils          | 13       | 13             |
| Croazia     | Marin Čilić           | 15       | 14             |
| Spagna      | Tommy Robredo         | 16       | 15             |
| Rep. Ceca   | Radek Štěpánek        | 17       | 16             |
| Rep. Ceca   | Tomáš Berdych         | 18       | 17             |

- Ranking all'8 agosto 2009
- David Nalbandian è l'unico giocatore della top twenty che non partecipa.
- Robin Söderling è stato costretto a non partecipare così Tomáš Berdych è diventata la testa di serie nº 17.

### Altri partecipanti
Giocatori che hanno ricevuto una Wild card:
- Bruno Agostinelli
- Frank Dancevic
- Peter Polansky
- Frédéric Niemeyer

Giocatori passati dalle qualificazioni:

- Alex Bogomolov Jr.
- Jan Hernych
- Julien Benneteau
- Jesse Levine
- Juan Carlos Ferrero
- Alejandro Falla
- Milos Raonic

Giocatori Lucky loser:
- Andrej Golubev

## Partecipanti WTA

### Teste di serie
| Nazionalità | Giocatrice          | Rank1 | Testa di serie |
| ----------- | ------------------- | ----- | -------------- |
| Russia      | Dinara Safina       | 1     | 1              |
| Stati Uniti | Serena Williams     | 2     | 2              |
| Stati Uniti | Venus Williams      | 3     | 3              |
| Russia      | Elena Dement'eva    | 4     | 4              |
| Serbia      | Jelena Janković     | 5     | 5              |
| Russia      | Svetlana Kuznecova  | 6     | 6              |
| Russia      | Vera Zvonarëva      | 7     | 7              |
| Danimarca   | Caroline Wozniacki  | 8     | 8              |
| Bielorussia | Viktoryja Azaranka  | 9     | 9              |
| Russia      | Nadia Petrova       | 10    | 10             |
| Serbia      | Ana Ivanović        | 11    | 11             |
| Italia      | Flavia Pennetta     | 12    | 12             |
| Francia     | Marion Bartoli      | 13    | 13             |
| Polonia     | Agnieszka Radwańska | 14    | 14             |
| Francia     | Amélie Mauresmo     | 15    | 15             |
| Slovacchia  | Dominika Cibulková  | 16    | 16             |

- 1 - Ranking al 10 agosto 2009

### Altri partecipanti
Giocatrici che hanno ricevuto una Wild card:
- Kim Clijsters
- Valérie Tétreault
- Stéphanie Dubois

Giocatrici passati dalle qualificazioni:

- Elena Baltacha
- Kateryna Bondarenko
- Julie Coin
- Heidi El Tabakh
- Marija Kirilenko
- Alla Kudrjavceva
- Monica Niculescu
- Magdaléna Rybáriková
- Lucie Šafářová
- Jaroslava Švedova
- Roberta Vinci
- Yanina Wickmayer

## Campioni

### Singolare maschile
Andy Murray ha battuto in finale  Juan Martín del Potro con il punteggio di 6(4)–7, 7–6(3), 6–1
.
5º titolo dell'anno di Murray il 13° in carriera.2° masters dell'anno.

Per la 1ª volta nella storia dell'ATP le prime 8 teste di serie hanno raggiunto i quarti di finale

### Singolare femminile
Elena Dement'eva ha battuto in finale  Marija Šarapova con il punteggio di 6–4, 6–3.

### Doppio maschile
Mahesh Bhupathi /  Mark Knowles contro 
 Maks Mirny /  Andy Ram con il punteggio di 6–4, 6–3.

### Doppio femminile
Nuria Llagostera Vives /  María José Martínez Sánchez hanno battuto in finale  Samantha Stosur /  Rennae Stubbs con il punteggio di 2–6, 7–5, [11–9].